# Rotthalmünster
Rotthalmünster település Németországban, azon belül Bajorországban. Lakosainak száma 4971 fő (2023. december 31.). Rotthalmünster Bad Griesbach im Rottal, Tettenweis, Pocking, Kirchham, Malching, Kößlarn és Bayerbach (Rottal-Inn) községekkel határos.

## Népesség
A település népessége az elmúlt években az alábbi módon változott:
| Lakosok száma | 1298 | 2111 | 3729 | 4538 | 4858 | 4886 | 4908 | 4908 | 5034 | 4971 |
|               | 1875 | 1950 | 1975 | 1987 | 2012 | 2014 | 2016 | 2017 | 2021 | 2023 |

## Fekvése
A B 12-es úton, Pockingtől délnyugatra fekvő település.

## Leírása
Rotthalmünster a Rott folyó völgyének régi központja.
A környéken már 724-736 körül állt egy kolostor, mely Bajorország legrégebbi önálló nemesi  kolostorának számított és kb. 3 km-re feküdt a mai Rothalmünstertől. A kolostor azonban a 10. század első felében a magyarok kalandozásai eredményeként - nem bizonyított módon - elpusztult.
Rotthalmünster környéke 1150-ben a Vornbach és Neuburg grófok és végül a Wittelsbachok birtoka volt.
A település román stílusú bazilikáját a 15. század közepén késő gótikus templommá. Gyönyörű hálózatos boltozata van. Főoltára 1700 körülről való.
A községtől északra eső Asbach-ban található a benedek rend egykori kolostora, melyet 1680 körül a neves barokk építész, az olasz Domeniko Zuccali épített.
Az itteni kolostortemplomot pedig száz évvel később klasszicizmus felé hajló felfogásban a bajor rokokó legnagyobb mesterének fia és tanítványa ifjabb François Cuvillés tervezte. A kolostortemplom oltárképét pedig a kremsi Schmidt-ként számontartott ismert művész alkotta.

## Nevezetességek
- Pfarrkirche Mariä Himmelfahrt
- Kolostor és kolostortemplom Asbach

## Galéria

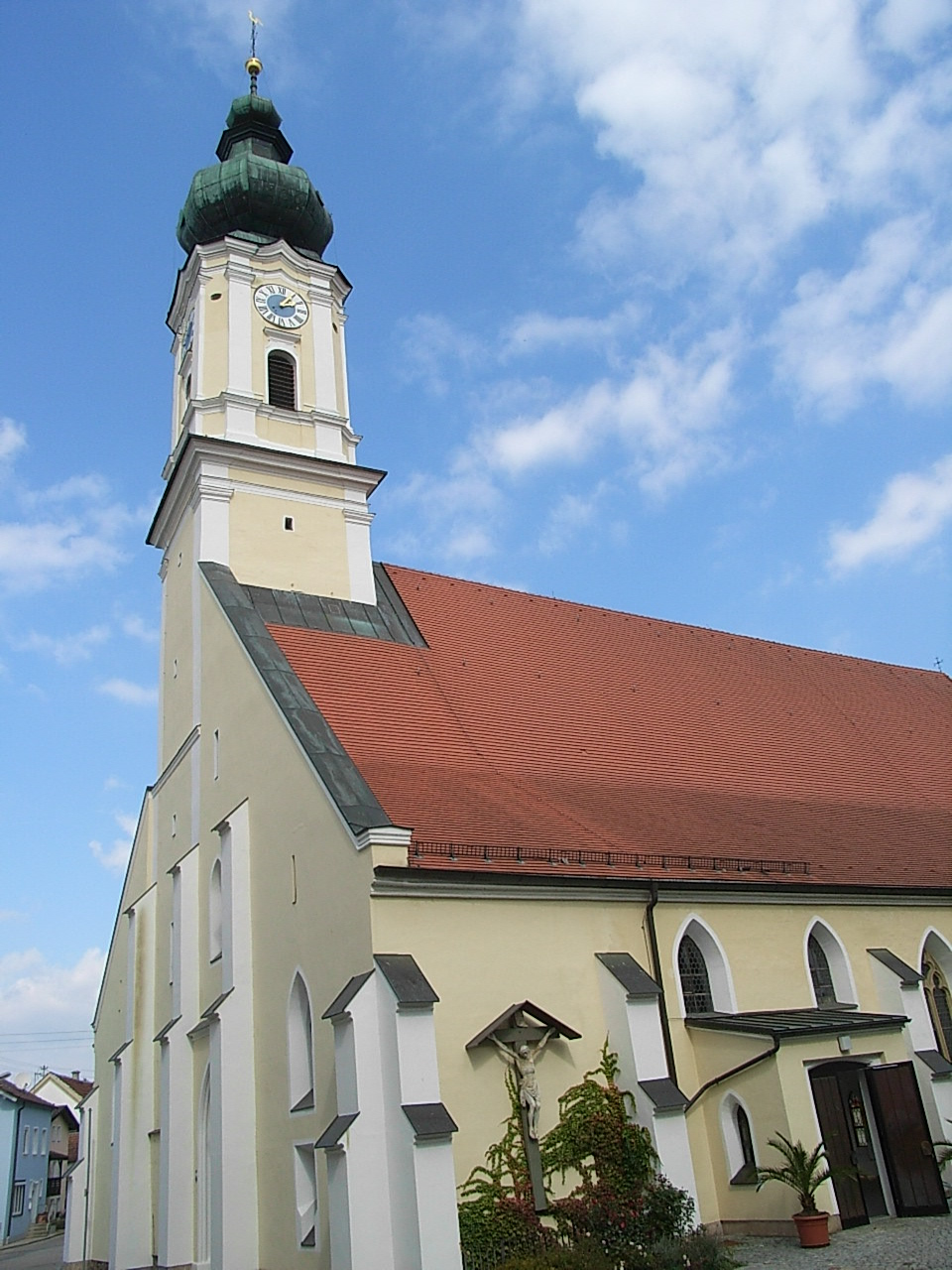
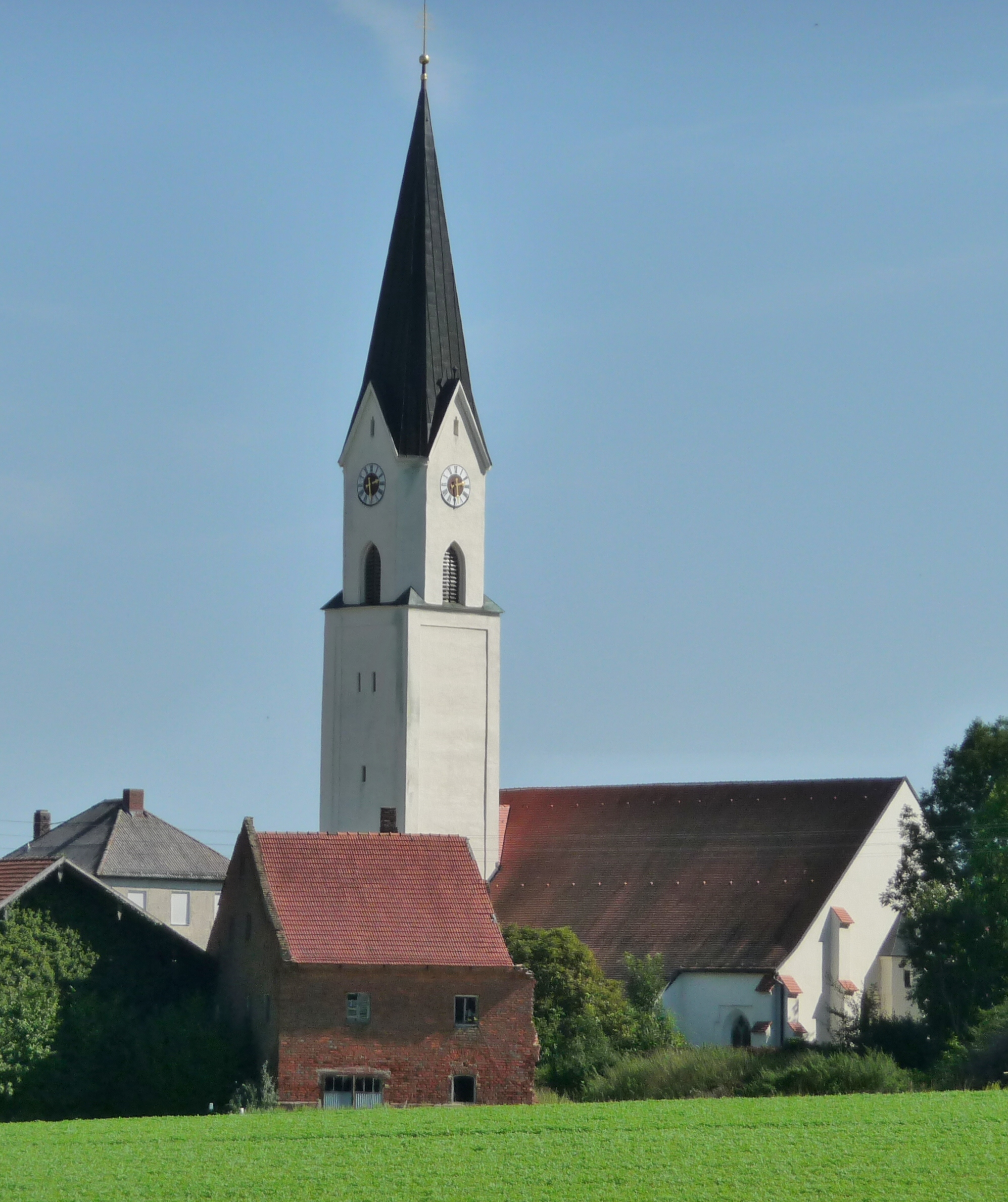
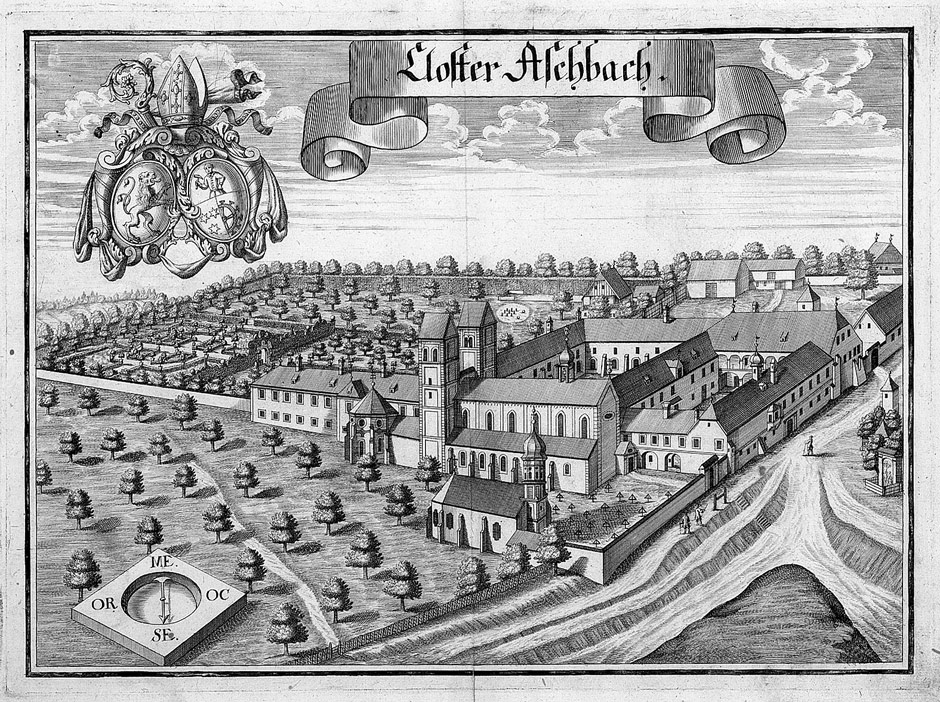
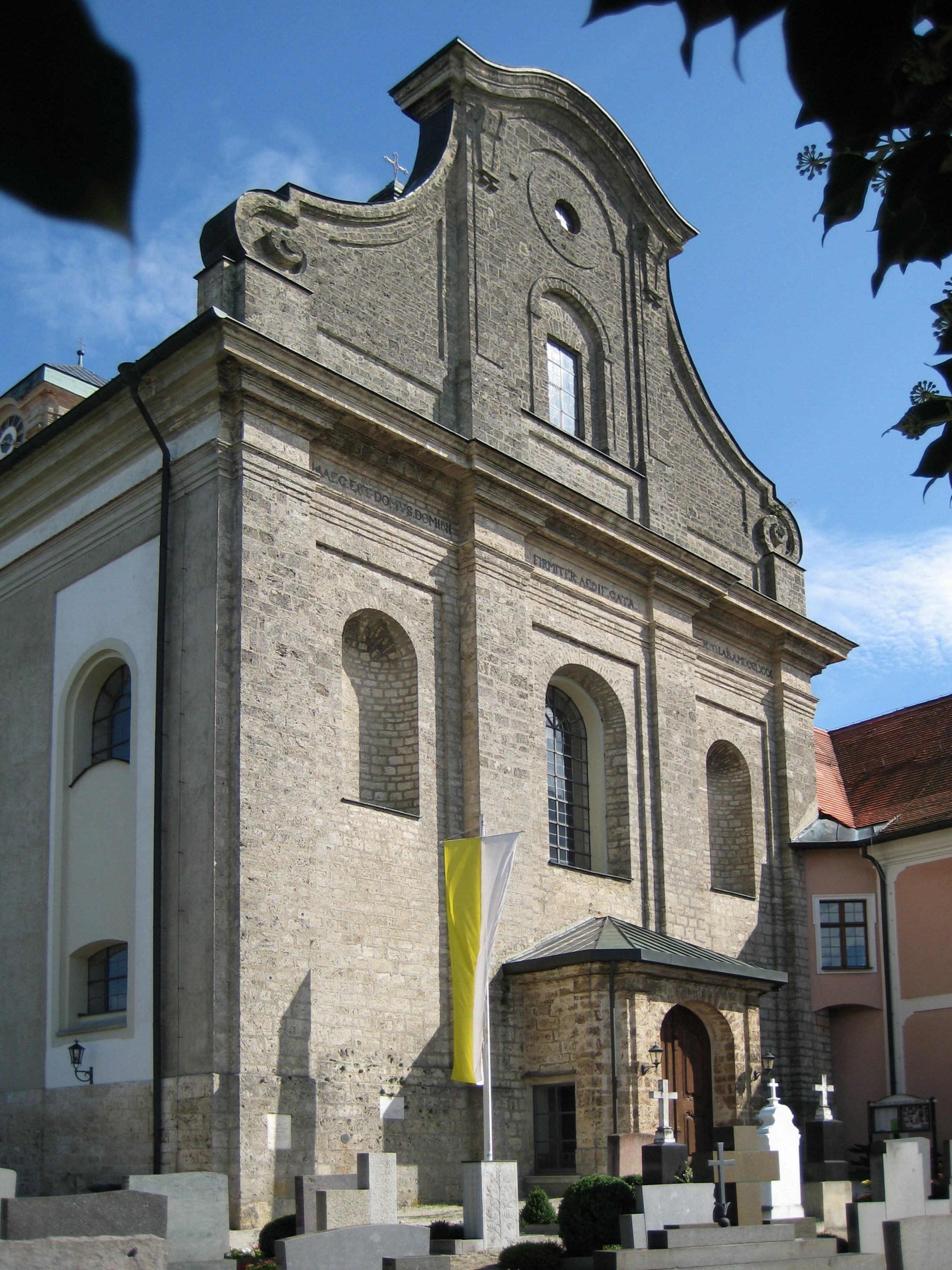
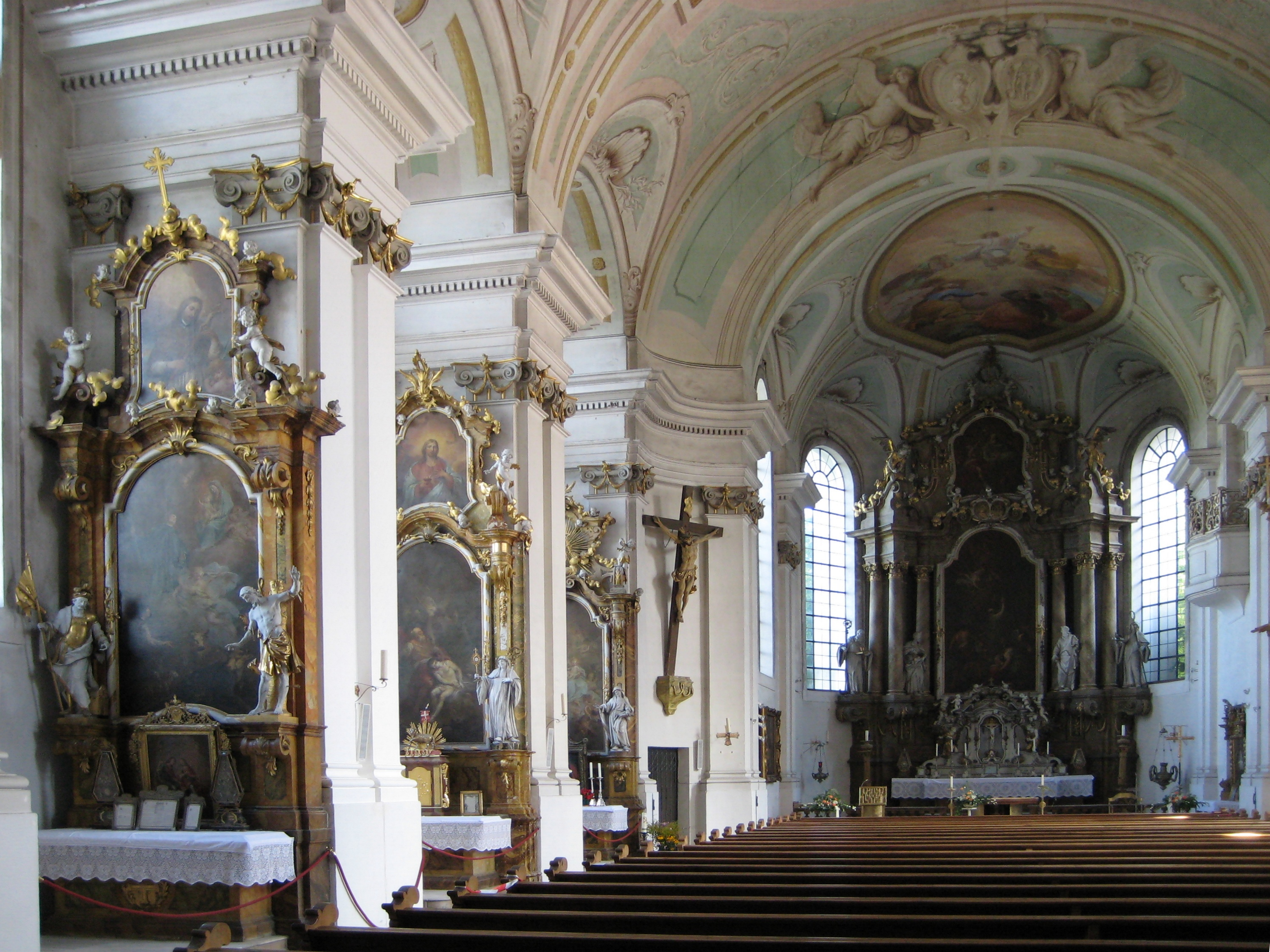
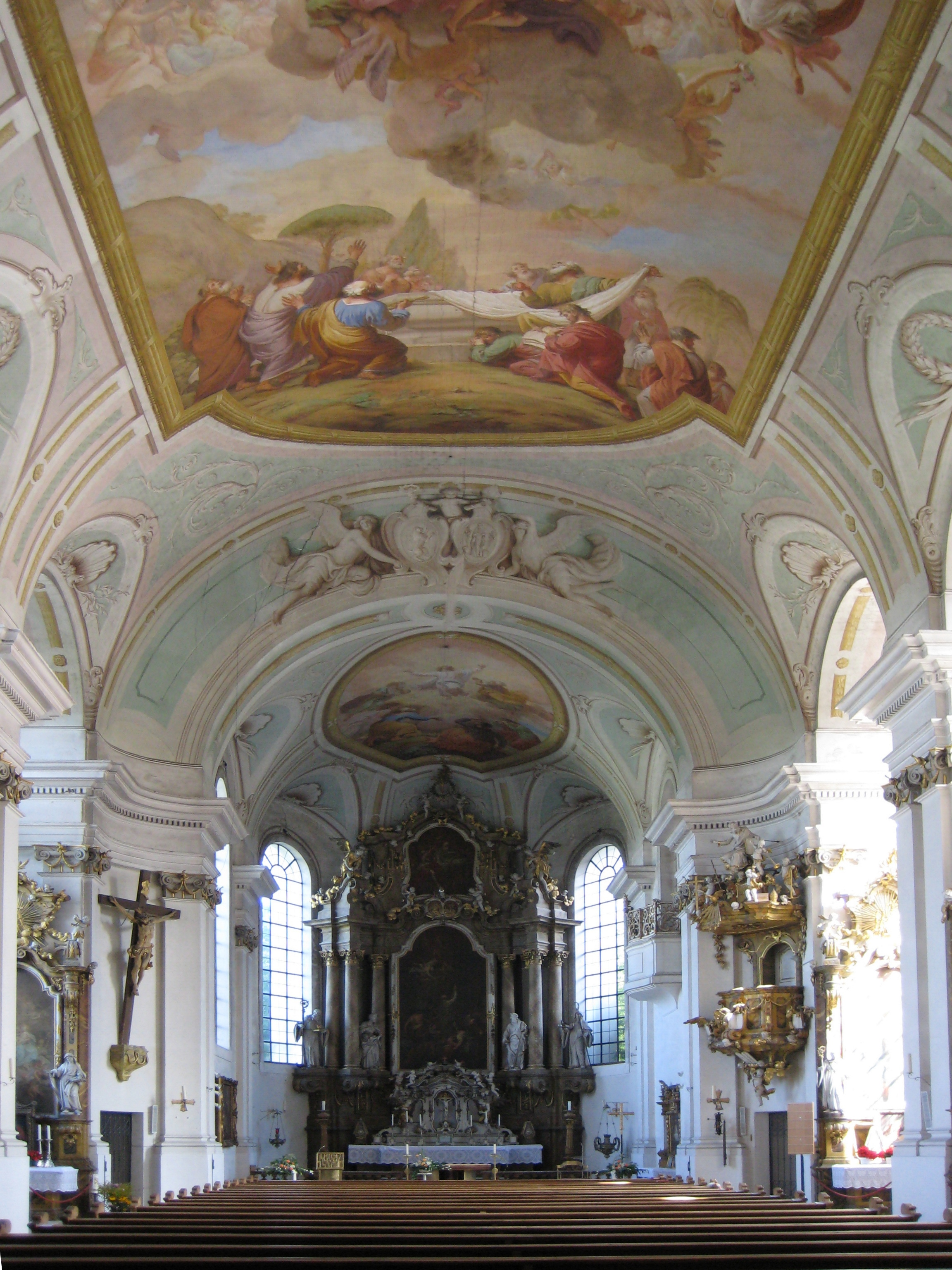